# Max-Planck-Straße 76 (Bad Salzuflen)

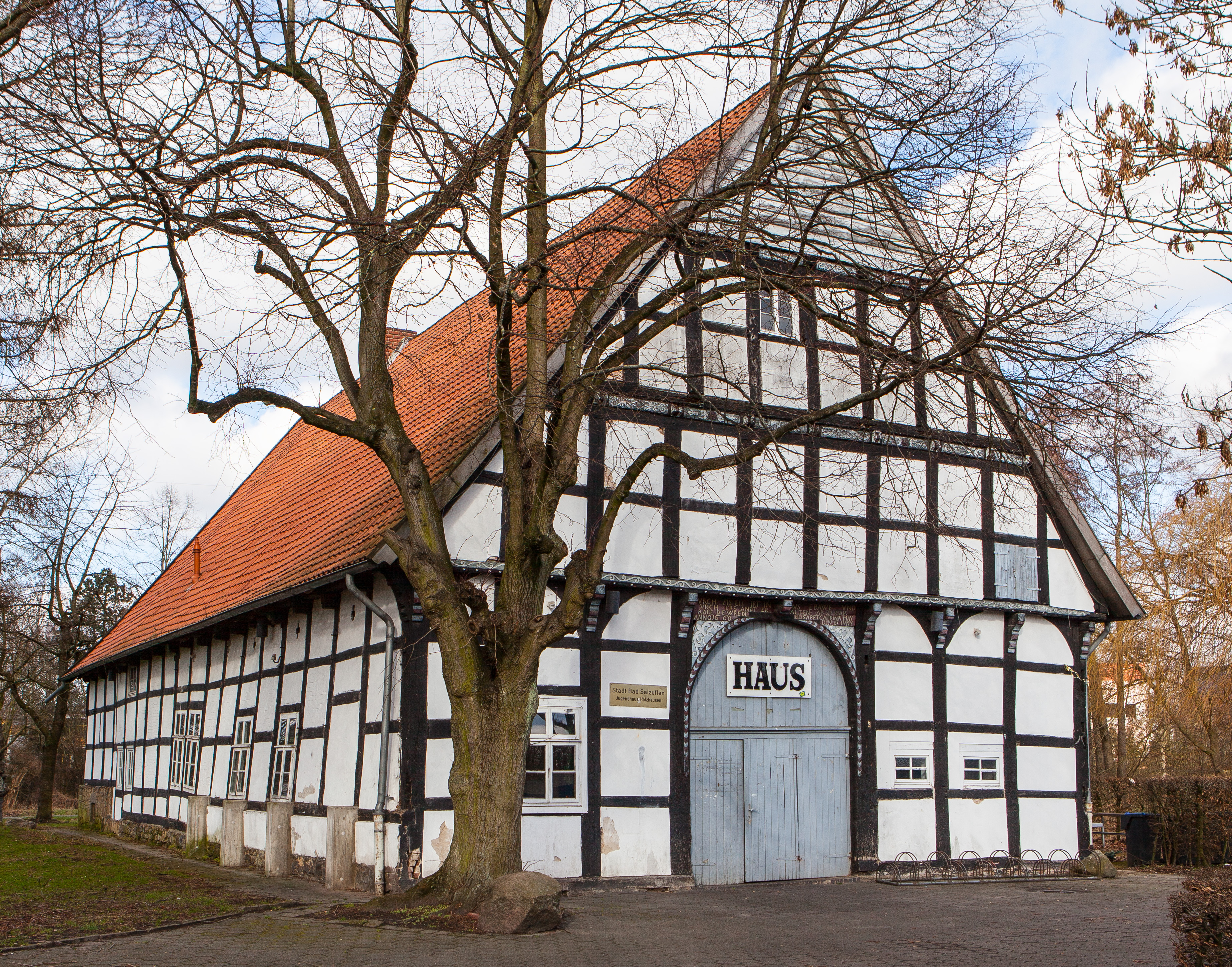
Das Gebäude im Februar 2014

Das Gebäude Max-Planck-Straße 76 ist Teil einer ehemaligen Hofanlage und das mit der Nummer 133 in die Denkmalliste der Stadt Bad Salzuflen im nordrhein-westfälischen Kreis Lippe in Deutschland eingetragene Baudenkmal.

## Lage
Das 1660 errichtete Fachwerkhaus steht im Bad Salzufler Ortsteil Holzhausen-Sylbach, östlich der Bundesstraße 239 und südöstlich der Holzhauser Grundschule, an der Einmündung des Alt-Sylbacher-Wegs in die Max-Planck-Straße.

## Geschichte

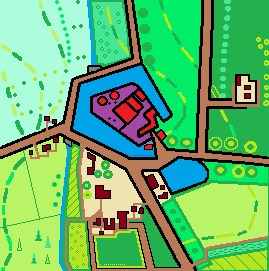
Plan des Guts um 1910

1660 ließ der damalige Besitzer des seit dem 12. Jahrhundert bestehenden Gutes (Obern-)Sylbach, der Junker Rabe de Wrede zu Steinbeck, das Haus errichten. Dem von einer durch den Moddenbach gespeisten, rechteckigen Gräfte umgebenen Gut wurde der Titel eines Rittergutes zuerkannt und damit ein Sitz im Lippischen Landtag zugesprochen; der Besitzer des Gutes war fortan auch lippischer Landtagsabgeordneter.
Einer der Gutsbesitzer im Laufe der Jahrhunderte war der schwedische und kurhessische Staatsminister August Moritz Abel Plato von Donop (1694–1762), der Erbauer des Schlosses Stietencron in Schötmar.

Die Torbogeninschrift des ursprünglichen Bauernhauses lautet:

„DURCH WEISHEIT WIRT EIN HAVS GEBAWET VND
00DVRCH VERSTANDT ERHALTEN. AP: Z4 CAP.
RABE DE WREDE0000000ELISABET CATRINA MAY
ANNO 1660000000000000000000000000DEN 6. IVNI“

Ab den 1930er-Jahren wurde immer mehr Land des Gutes für die Entwicklung der Gemeinde Holzhausen verkauft, unter anderem auch für die Erweiterung des Sportplatzes. 1970 wurde das Gut formell aufgelöst. Die Stadt Bad Salzuflen kaufte 1972 davon 19 Hektar Land und erschloss darauf das „Gewerbegebiet Max-Planck-Straße“.
Fünf Jahre später wurde das letzte bestehende Gebäude des Gutes in ein selbstverwaltetes Jugendhaus der Stadt Bad Salzuflen überführt und am 25. Januar 1991 in die Denkmalliste eingetragen; Grundlage für die Aufnahme in die Denkmalliste war das Denkmalschutzgesetz Nordrhein-Westfalens (DSchG NRW).